# Jacob Zellweger (politico)
Jacob Zellweger (Trogen, 25 dicembre 1770 – Rheineck, 6 aprile 1821) è stato un imprenditore e politico svizzero.

## Biografia
Figlio di Johannes Zellweger e di Anna Hirzel. Di religione riformata, dopo lezioni private a Trogen, svolse una formazione commerciale in una filiale dell'impresa di commercio del padre a Lione e, nel 1788-89, a Barcellona. Nel 1789 entrò nella casa madre a Trogen e nel 1792 divenne socio dell'azienda. Dal 1802 diresse la Zellweger & Comp con il fratello Johann Caspar Zellweger e, dopo il ritiro di quest'ultimo nel 1808, fu il solo proprietario dell'impresa. Nel 1793 sposò Anna Barbara Zuberbühler, figlia di Johann Georg Zuberbühler, medico e Consigliere.
Nel 1790 venne nominato Consigliere di Trogen, per poi diventare membro del Gran Consiglio di Appenzello Esterno nel 1796 e intendente dell'arsenale nel 1798. Durante la Repubblica Elvetica visse dapprima in esilio nel Vorarlberg dal 1798 al 1801. Tornato nell'Appenzello Esterno compì una rapida ascesa politica, divenendo deputato alla Dieta elvetica e al Senato. Tra il 1802 e il 1818 fu inoltre Landamano e inviato alla Dieta federale. Di orientamento conservatore, divenne un impegnato federalista: per questo motivo e per i suoi stretti legami con l'Austria, i Francesi lo imprigionarono per tre mesi ad Aarburg nel 1802-1803 e nel 1809-1810 decisero di condannarlo a sei mesi di arresti domiciliari a seguito dei suoi presunti contatti con i rivoltosi del Tirolo. Rappresentò la Confederazione nel canton San Gallo nel 1814-1815 e, durante la sesta guerra di coalizione del 1815, nel quartier generale del generale Niklaus Franz von Bachmann. Ad Appenzello Esterno attuò il rapido ripristino delle vecchie istituzioni ed esercitò il comando in modo assolutistico fino alla sua mancata rielezione nel 1818.
L'attività imprenditoriale passò in secondo piano rispetto al suo impegno politico e fu penalizzata delle sue scarse capacità commerciali e dal suo stile di vita sfarzoso. Nel 1817 liquidò la sua impresa di commercio. La casa che aveva fatto costruire nel 1803-05, in cui risiedeva e dove aveva sede la sua azienda, divenne nel 1841-42 il palazzo del Consiglio.